# Charles de Pradel
Charles de Pradel, né vers 1644 dans le Dauphiné et mort le 17 septembre 1696 à Montpellier, est évêque de Montpellier de 1676 à 1696.

## Biographie
Charles de Pradel est l'un des fils de Guillaume de Pradel et d'Anne du Bosquet. Il est, par sa mère, neveu de l'évêque de Montpellier François du Bosquet. Il est ordonné prêtre le 18 mars 1673, ainsi que chanoine de l'église de Montpellier. Il est désigné le 17 septembre 1675 comme coadjuteur du siège de Montpellier. Il est confirmé le 27 avril 1676 et nommé évêque titulaire de « Marcopolis (de) » en Osroène. Devenu docteur en théologie il succède le 24 juin 1676 à son oncle au siège de Montpellier et il est consacré, le 28 juin ou 26 septembre 1676 par Pierre de Bonzi, archevêque de Narbonne. Pendant son épiscopat, il fait modifier le palais épiscopal et y installe une riche bibliothèque. Il réorganise également le clergé de son diocèse et fait fermer en 1682 le dernier temple protestant encore ouvert à Montpellier où il meurt en 1696. 
Sa tombe se situe à Montpellier, au pied de l'autel dans l'ancienne Chapelle Saint Charles (devenue la Maison des Chœurs de la ville, Place Albert 1er). Elle est marquée par une dalle de marbre, gravée à son nom, dates et armoiries. Il repose à côté de son successeur à l'épiscopat de Montpellier Charles-Joachim Colbert de Croissy. 